# كريستيان غوتيريز (لاعب كرة قدم)
كريستيان غوتيريز (بالإسبانية: Cristian Gutiérrez)‏ هو لاعب كرة قدم نيكاراغوي في مركز الدفاع، ولد في 6 يناير 1993 في بلوفيلدز في نيكاراغوا. لعب مع Real Estelí FC ‏.

## وصلات خارجية
- كريستيان غوتيريز على موقع قاعدة بيانات كرة القدم.إي يو (الإنجليزية)
- كريستيان غوتيريز على موقع ناشيونال فوتبول تيمز (الإنجليزية)